# Hafiz Sherif Lëngu
Hafiz Sherif Lëngu (auch Sherif Lengu, * 1877 in Debre, Vilayet Monastir, Osmanisches Reich; † 9. März 1956 in Tirana, Sozialistische Volksrepublik Albanien) war einer der Gründerväter Albaniens und Vorsitzender der landesweiten Moslemischen Gemeinschaft. Er war ein Unterzeichner der Albanischen Unabhängigkeitserklärung und später Unterstützer der albanischen Wiedervereinigung.

## Leben
Er erhielt seinen ersten Unterricht in der Medrese der Stadt Debre-i Bala und besuchte danach das Gymnasium in Monastir. Bereits im Jahre 1894 stand der 17-Jährige in engem Kontakt mit dem Patrioten Said Najdeni. Am 27. Februar 1899 nahm Sherif an der Großen Versammlung von Dibra der albanischen Patrioten teil.
Später setzte er sein Studium in Monastir fort und ging 1904 für das fortgeschrittene Studium der Theologie nach Konstantinopel. Er lernte hier Revivalisten wie Ibrahim Temo und Dervish Hima kennen. 1907 zog er nach Debre und Monastir. Bekannt als Aktivist des Clubs von Monastir leistet er hervorragende Arbeit, indem er im Dezember 1908 den Club Bashkimi („Einheit, Vereinigung“) von Dibra gründete. Er organisierte auch den für die albanische Nationalbewegung bedeutenden Kongresses von Dibra vom 23. Juli 1909 mit. Ende Juni 1910 beschrieb der osmanische Militär Turgut Pascha den Sherif als „lateinischen Priester“.
Hafiz Sherif wurde von der örtlichen Bevölkerung zum Lehrer der ersten albanischsprachigen Schule in Debre gewählt, welche auf seine Initiative hin gegründet wurde. Hafiz Sherif Langu sah das Ende des Türkischen Reiches und machte sich an die Organisation des bewaffneten Aufstands Ende Juni 1912, der zur Befreiung von Dibra von der Fremdherrschaft führte.
Er wurde zusammen mit Haxhi Vehbi Agolli in die erste Nationalversammlung beim Kongress von Vlora gewählt. Bei der Besetzung der Gebiete Dibra und Elbasan durch das Königreich Serbien wurde Sherif auf dem Weg nach Vlora verhaftet. Die serbischen Behörden sahen sich angesichts des Drucks der Bevölkerung nach einiger Zeit gezwungen, ihn wieder freizulassen.
Er trat in Vereinigung von Aqif Pascha Elbasani in Elbasan ein. Sie unterhielten Verbindungen zur Provisorischen Regierung von Vlora und machten sich daran, die albanischen Stämme von Dibra mit der Verwaltung von Vlora zu verbinden. Von Ende 1913 bis 1917 übte er die Pflicht des Kadi (Richters) in denjenigen Gebieten von Dibra aus, die bei Albanien blieben. Er diente von 1920 bis 1938 als Imam und in einigen Fällen als Kadi. Seine Eminenz stellte eine Bedrohung für den jugoslawischen Staat dar. Von 1938 bis April 1941 war er Vorsitzender des Rates der Ulema in Skopje. Als er sah, dass seine weitere Tätigkeit in Gefahr war, ging er nach Tirana, wo er zum Vorsitzenden der Moslemischen Gemeinschaft Albaniens gewählt wurde. 1943 war er Abgeordneter in der  Nationalversammlung von Großalbanien (Kuvendi Kombetar).
Im Januar 1945 wurde er in der Medresse Tiranas von Beamten des kommunistischen “Volksverteidigungsministeriums” festgenommen. Er wurde vor Gericht gestellt und beschuldigt, mit den Balli Kombëtar zusammengearbeitet und die Aktionen der kommunistischen Behörden “sabotiert” zu haben. Er verteidigte sich während des Prozesses ohne Anwalt und wurde zu lebenslanger Haft verurteilt, die später in 25 Jahre Gefängnis umgewandelt wurde. Er wurde 1952 freigelassen und starb vier Jahre später.